# Jürgen Beyerer
Jürgen Beyerer (* 18. Oktober 1961 in Dielheim) ist Professor an der Fakultät für Informatik des Karlsruher Instituts für Technologie, geschäftsführender Leiter des Fraunhofer-Instituts für Optronik, Systemtechnik und Bildauswertung IOSB, Vorsitzender des Fraunhofer-Verbunds für Verteidigungs- und Sicherheitsforschung VVS sowie Autor wissenschaftlicher Fachbücher.

## Leben
Nach dem Studium der Elektrotechnik an der Universität Karlsruhe promovierte er im Jahre 1994 zum Doktoringenieur an der Fakultät für Maschinenbau unter der Leitung von Franz Mesch. 1999 erlangte er mit der Habilitation die Venia Legendi für das Fach Messtechnik an der Universität Karlsruhe. Zwischen 1999 und 2004 war Beyerer zunächst technischer Leiter und danach Geschäftsführer der Firma Hottinger Systems GmbH in Mannheim. Seit März 2004 ist Beyerer Professor und Inhaber des Lehrstuhls für Interaktive Echtzeitsysteme (IES) am Institut für Anthropomatik und Robotik des Karlsruher Instituts für Technologie (KIT). Gleichzeitig übernahm er die Leitung des Fraunhofer-Instituts für Informations- und Datenverarbeitung (IITB) in Karlsruhe. Seit dem Zusammenschluss des IITB mit dem FGAN-Institut für Optronik und Mustererkennung in Ettlingen zum 1. Januar 2010 ist Beyerer geschäftsführender Leiter des aus der Fusion hervorgegangenen Fraunhofer-Instituts für Optronik, Systemtechnik und Bildauswertung IOSB. 
Zum 1. Januar 2015 übernahm Beyerer den Vorsitz des Fraunhofer-Verbunds für Verteidigungs- und Sicherheitsforschung VVS. Zudem ist er Mitglied der Deutschen Akademie der Technikwissenschaften (Acatech) und Mitglied im Präsidium der Deutschen Gesellschaft für Wehrtechnik (DWT).

## Werke (Auswahl)
- Jürgen Beyerer: Analyse von Riefentexturen. VDI-Verlag, Düsseldorf 1994, ISBN 978-3-18-339008-3.
- Jürgen Beyerer: Verfahren zur quantitativen statistischen Bewertung von Zusatzwissen in der Messtechnik. VDI-Verlag, Düsseldorf 1999, ISBN 3-18-378308-8.
- Jürgen Beyerer, Fernando Puente León, Klaus-Dieter Sommer (Hrsg.): Informationsfusion in der Mess- und Sensortechnik. Universitätsverlag Karlsruhe, Karlsruhe 2006, ISBN 3-86644-053-7.
- Jürgen Beyerer, Fernando Puente León, Christian Frese: Automatische Sichtprüfung: Grundlagen, Methoden und Praxis der Bildgewinnung und Bildauswertung. Springer Vieweg, Berlin 2016, ISBN 978-3-662-47785-4.
- Jürgen Beyerer, Matthias Richter, Matthias Nagel: Pattern Recognition: Introduction, Features, Classifiers and Principles. De Gruyter Oldenbourg, Berlin 2018, ISBN 978-3-11-053793-2.